# Vasilis Barkas
Vasilis Cornelius Barkas, född 30 maj 1994, är en grekisk fotbollsmålvakt som spelar för nederländska Utrecht.

## Klubbkarriär
Den 30 juli 2020 värvades Barkas av Celtic, där han skrev på ett fyraårskontrakt. Barkas debuterade i Scottish Premiership den 9 augusti 2020 i en 1–1-match mot Kilmarnock.
Den 7 juni 2022 lånades Barkas ut till nederländska Utrecht på ett säsongslån. Den 28 juli 2023 blev han klar för en permanent övergång till Utrecht och skrev på ett ettårskontrakt med option på ytterligare ett år. I maj 2024 utnyttjade Utrecht optionen och kontraktet förlängdes med ett år.

## Landslagskarriär
Barkas debuterade för Greklands landslag den 27 mars 2018 i en 1–0-vinst över Egypten, där han blev inbytt i halvlek mot Andreas Gianniotis.